# توماس هاجان
توماس هاجان ( /ˈheɪɡən/ من مواليد 16 مارس 1941) هو عضو سابق في جماعة أمة الإسلام. وأحد القتلة الذين قتلوا مالكولم إكس في عام 1965. ولفترة من الوقت أطلق عليه اسم تالمادج إكس هاير. واسمه الإسلامي المختار هو مجاهد عبد الحليم.

## اغتيال مالكوم إكس
عندما اغتيل مالكولم إكس في 21 فبراير 1965، في قاعة أودوبون بالروم في مرتفعات واشنطن، مانهاتن، مدينة نيويورك، أصيب هاجان برصاصة في ساقه من قبل أحد حراس مالكولم إكس الشخصيين أثناء محاولته الفرار من المبنى. وبعد إصابته برصاصة، تم القبض على هاجان من قبل العديد من الحشد الذين شاهدوا إطلاق النار وتعرض للضرب الجسدي قبل وصول رجال الشرطة واعتقل في مكان الحادث. اعترف لاحقًا بارتكاب الجريمة، لكنه قال إن توماس جونسون (خليل الإسلام) ونورمان بتلر (محمد عبد العزيز)، وهما مشتبه بهما قُبض عليهما في وقت لاحق، لم يشاركا في الاغتيال.
صرح هاجان في إفادة خطية عام 1977 أنه خطط للاغتيال مع أربعة آخرين (لم يكن جونسون وبتلر من بينهم) للانتقام لإيليا محمد وأمة الإسلام حيث كان مالكولم إكس ينتقدهم. قال إن أحد شركائه صرف انتباه الحراس الشخصيين لمالكولم إكس من خلال بدء جدال حول تعرضهم للنشل. عندما تحرك الحراس الشخصيون نحو مصدر الضوضاء وبعيدًا عن مالكولم إكس، صعد إليه رجل يحمل بندقية وأطلق الرصاص عليه في صدره. بعد ذلك، أطلق هاجان وأحد شركائه وابل من الرصاص على مالكولم إكس بمسدسات نصف آلية.

## الحياة في وقت لاحق
تلقى هاجان وبتلر وجونسون أحكامًا بالسجن لمدة 20 عامًا في عام 1966. خلال 45 عامًا في السجن، حصل هاغان على درجتي البكالوريوس والماجستير. قدم 16 مرة للإفراج المشروط ولكن تم رفضه في كل مرة. تم إطلاق سراح بتلر في عام 1985 وجونسون في عام 1987. منذ عام 1988، كان هاجان في برنامج إطلاق العمل، والذي سمح له بالبحث عن عمل خارج السجن وطالبه بقضاء يومين فقط في الأسبوع في مرفق لينكولن الإصلاحي في مانهاتن. وبقية الأسبوع سُمح له بالبقاء مع زوجته وأولاده. من بين الأماكن الأخرى، عمل في تجمع شباب كراون هايتس، كمستشار في ملجأ للمشردين في جزيرة واردز، وفي مطعم للوجبات السريعة. حصل هاجان على الإفراج المشروط في مارس 2010 وأفرج عنه من السجن في نهاية أبريل. لا يزال مسلمًا متدينًا، لكنه ترك أمة الإسلام، ولم يعد يتفق مع أيديولوجيتها، وأعرب عن «أسفه وحزنه» لإطلاقه النار على مالكولم إكس.

## تصوير في الفنون
صور هاجان من قبل جيانكارلو إسبوزيتو في فيلم السيرة الذاتية الأمريكي عام 1992 مالكولم إكس.